# 스타일 팔로우
스타일 팔로우는 SBS TV에서 방송된 뷰티·패션 관련 예능 프로그램이며 2017년 4월 19일부터 2017년 12월 27일까지 방영되었다.

## 방송 시간
| 방송 채널 | 방송 기간                          | 방송 시간                  | 방송 분량 |
| SBS TV    |                                    |                            |           |
| --------- | ---------------------------------- | -------------------------- | --------- |
| SBS TV    | 2017년 4월 19일 ~ 2017년 12월 27일 | 매주 수요일 밤 1:00 ~ 1:40 | 40분      |

## MC
- 라비 (가수) : 2017년 12월 20일 ~ 2017년 12월 27일
- 유혜영 (아나운서) : 2017년 9월 20일 ~ 2017년 12월 27일

### 하차 MC
- 수영 (가수) : 2017년 4월 19일 ~ 2017년 6월 7일
- 강승현 (모델) : 2017년 4월 19일 ~ 2017년 9월 13일
- 효연 (가수) : 2017년 7월 5일 ~ 2017년 12월 13일

## 방영 목록
| 회차 | 방송일    | 출연자                                     |
| ---- | --------- | ------------------------------------------ |
| 1회  | 4월 19일  |                                            |
| 2회  | 4월 26일  | 구재이                                     |
| 3회  | 5월 3일   | 아이린, 슬기 (레드벨벳)                    |
| 4회  | 5월 10일  | 김지숙 (레인보우)                          |
| 5회  | 5월 17일  | 크리샤 츄, 김혜림, 김소희 (엘리스)         |
| 6회  | 5월 24일  | 전효성 (시크릿)                            |
| 7회  | 5월 31일  | 가희                                       |
| 8회  | 6월 7일   | 옥주현                                     |
| 9회  | 6월 21일  | 일일 스페셜 MC 김정민, 바다 (SES)          |
| 10회 | 6월 28일  | 일일 스페셜 MC 김정민, 공민지              |
| 11회 | 7월 5일   | 새 MC 효연 (소녀시대), 큐리, 효민 (티아라) |
| 12회 | 7월 12일  | 한은정                                     |
| 13회 | 7월 19일  | 블랙핑크                                   |
| 14회 | 7월 26일  | 홍수현                                     |
| 15회 | 8월 2일   | 김희정                                     |
| 16회 | 8월 9일   | CLC                                        |
| 17회 | 8월 16일  | 클라라                                     |
| 18회 | 8월 23일  | 제시카                                     |
| 19회 | 8월 30일  | 선미                                       |
| 20회 | 9월 6일   | 다이아                                     |
| 21회 | 9월 13일  | 레이디 제인 (티라미스)                     |
| 22회 | 9월 20일  | 새 MC 유혜영, 양정원                       |
| 23회 | 9월 27일  | 스타일 팔로우 어워드 (1)                   |
| 24회 | 10월 4일  | 스타일 팔로우 어워드 (2)                   |
| 25회 | 10월 11일 | 정가은                                     |
| 26회 | 10월 18일 | 김선재, 주시은                             |
| 27회 | 10월 25일 | 변정수                                     |
| 28회 | 11월 8일  | 데이지 (모모랜드)                          |
| 29회 | 11월 15일 | 일일 스페셜 MC 주시은, 나르샤              |
| 30회 | 11월 22일 | 러블리즈                                   |
| 31회 | 11월 29일 | 박규리                                     |
| 32회 | 12월 6일  | 에이프릴                                   |
| 33회 | 12월 13일 | 김소희 (아이비아이)                        |
| 34회 | 12월 20일 | 새 MC 라비 (빅스)                          |
| 35회 | 12월 27일 | 스타일 팔로우 비하인드 스토리              |